# John Parkington
John Parkington va ser un farmacèutic de Londres i era herborista del Rei. L'any 1640 en un llibre de farmacologia, va aconsellar, usar les floridures per a guarir les infeccions (Kavaler, 1967).
Es considera que és un precedent en l'ús de la penicil·lina tanmateix, les floridures ja s'havien usat com a medicina des del temps de l'Antic Egipte on consta que el metge Imhotep ja les utilitzava 